# Timothy Hutton
Timothy Hutton (Malibú, California, 16 de agosto de 1960) es un actor estadounidense ganador de los premios Óscar y Globo de Oro. Además de sus trabajos para el cine se hizo muy popular como protagonista de la serie de televisión Leverage (Las reglas del juego o Los Impostores), una recuperación contemporánea de los ladrones buenos de Robin Hood. A partir de 2018 forma parte del elenco principal de la serie de drama legal How to Get Away with Murder, durante su quinta temporada.

## Biografía
Hijo del actor Jim Hutton, Timothy Hutton nació el 16 de agosto de 1960 en Malibú, California, Estados Unidos. Dos años después sus padres se divorciaron y Timothy Hutton recorrió el país junto a su madre.
No obstante quedó influido por la actividad profesional paterna, decidiendo convertirse en intérprete, logrando papeles en series y filmes de televisión.
En 1979 Jim Hutton perdió la batalla contra el cáncer, convirtiendo al actor en huérfano. Mientras su vida personal atravesaba un mal momento, su carrera artística despegó gracias a la llamada de Robert Redford que le contrató para la película Gente corriente (Ordinary People, 1980). En ella interpretó a Conrad, un adolescente que se había cortado las venas, sintiéndose culpable de haber sobrevivido a un accidente en el mar en el que pereció su hermano Buck. Conrad lograba con ayuda de un psicólogo, el afecto de su padre (Calvin: Donald Sutherland) y el cariño de una chica llamada Jeannie (Elizabeth McGovern) recuperar la ilusión por la vida, mermada en parte por lo ocurrido, en parte por la actitud de su madre (Beth: Mary Tyler Moore), quien le responsabiliza de lo sucedido. Al año siguiente la Asociación de Críticos Cinematográficos de Los Ángeles le reconoció como el mejor actor de reparto del año. Poco después Timothy Hutton se alzó con el Óscar al mejor actor de reparto así como el Globo de Oro al mejor actor revelación. Se convertía así en el actor más joven en ganar una estatuilla dorada que al año siguiente entregaría a Maureen Stapleton, oscarizada por su papel de Emma «La Roja» en Rojos (Warren Beatty, 1981).
Al año siguiente protagonizó Taps, donde George C. Scott, Tom Cruise y Sean Penn lo secundaron. La asociación de críticos extranjeros de Hollywood le recompensó con otra candidatura a los Globos de Oro. Tras rechazar encabezar el reparto de Risky Business (que puso en el mapa a Tom Cruise), Sidney Lumet le ofreció protagonizar Daniel, basada en la novela de E. L. Doctorow, inspirada a su vez en el caso de los Rosenberg, injustamente electrocutados acusados de haber vendido secretos nucleares a los soviéticos. En ella Timothy Hutton encarnó a Daniel, el hijo de los fallecidos, que rememoraba los terribles hechos. De esta manera el actor quedó definitivamente asociado a la imagen del joven estadounidense que perdía su inocencia, al buen muchacho al que la vida le rompía el corazón. A su vez fue su primera incursión en el cine de corte social.
Tras una serie de películas poco recordadas -entre ellas Turk 182 (1985)- el actor se casó con Debra Winger, con quien tuvo a su primer hijo: Noah. Durante los cinco años siguientes espació sus intervenciones, entre las cuales destacó Hecho en el cielo (1987) y Cuando me enamoro, en la que interpretó a Donnie, otro «buen tío» que mantiene una aventura con su tía Gabs (Jessica Lange), la mujer del jugador de Rugby legendario Gavin (Dennis Quaid).
En 1990 volvió a rodar con Sidney Lumet un filme, Distrito 34:Corrupción total. En él incidió en su imagen más habitual: «el buen tío americano» destrozado por el súbito contacto con la cruenta realidad. Su personaje, Al Reilly, un policía horrorizado de su racismo no reconocido, destapaba la corrupción que se adueñaba del cuerpo de policías neoyorquino, pero se daba de bruces con la imposibilidad de transformar radicalmente la institución.
Cinco años después Timothy Hutton aceptó un papel de reparto en French Kiss. A este título se le sumó Beautiful Girls (Ted Demme), su mayor éxito comercial, donde se puso en la piel de Willie, un pianista que regresaba a su pueblo para una reunión de instituto. Durante su paso por él hacía balance de su vida, se planteaba tomar un trabajo estable, formar una familia, coquetear con su vecina adolescente. La película está protagonizada por Mira Sorvino, Natalie Portman, Lauren Holly, Rosie O'Donnell, Matt Dillon, Noah Emmerich, Uma Thurman y Michael Rapaport.
A partir de entonces encadenaría algunos thrillers como La sustancia del fuego, La hija del general, Un ajuste de cuentas y Jugando con la muerte. 
En 2000 se casó con Aurore Giscard d´Estaing, sobrina de Valéry Giscard d'Estaing, con la que tuvo su segundo hijo: Milo. Asociado en ese momento a la cultura europea, Hutton retomó la línea del cine social de las manos de John Sayles en La tierra prometida (The Sunshine State), en la que un discutible progreso avanzaba de manera imparable, destruyendo la diversidad cultural. En un mismo sentido su participación en Kinsey (Bill Condon, 2004) reforzaría su imagen. En ella su personaje, un ayudante de Alfred Kinsey, trabajaba en aras de terminar con el puritanismo, poner las primeras piedras de la revolución sexual, eliminar discriminaciones, a la vez que convertía a su compañero Clyde (Peter Sarsgaard) en un cornudo.
En 2005 rodó varias películas: La caja Kovak (Daniel Monzón), El buen pastor (The Good Shepherd) de Robert De Niro, Last Holiday y Turning Green.

## Filmografía

### Director
| Año     | Título               | Notas                       |
| ------- | -------------------- | --------------------------- |
| 1986    | Amazing Stories      | Episodio: "Grandpa's Ghost" |
| 1997    | Digging to China     |                             |
| 2001–02 | A Nero Wolfe Mystery | 7 Episodios                 |

### Cine
| Año  | Título                                                 | Personaje                                               | Notas |
| ---- | ------------------------------------------------------ | ------------------------------------------------------- | --- |
| 1965 | Never Too Late                                         | Muchacho corriendo hacia su padre                       | No acreditado                                                                                              |
| 1980 | Sultan and the Rock Star                               | Paul Winters                                            | |
| 1980 | Ordinary People (Gente corriente [Esp])                | Conrad Jarrett                                          | |
| 1981 | Teenage Suicide: Don't Try It!                         | Narrador                                                | |
| 1981 | Taps (Taps, más allá del honor [Esp])                  | Cadete Mayor Brian Moreland                             | |
| 1981 | regreso a casa)                                        | Donald                                                  | |
| 1983 | Daniel                                                 | Daniel Isaacson                                         | |
| 1984 | Iceman (Hombre de hielo [Esp])                         | Dr. Stanley Shephard                                    | |
| 1985 | The Falcon and the Snowman (El juego del halcón [Esp]) | Christopher Boyce                                       | |
| 1985 | Turk 182!                                              | Jimmy Lynch                                             | |
| 1987 | Made in Heaven (Hecho en el cielo [Esp])               | Mike Shea / Elmo Barnett                                | |
| 1988 | A Time of Destiny                                      | Jack                                                    | |
| 1988 | Betrayed                                               | Malabarista en la feria                                 | No acreditado                                                                                              |
| 1988 | Everybody's All-American                               | Donnie "Cake" McCaslin                                  | |
| 1989 | Torrents of Spring                                     | Dimitri Sanin                                           | |
| 1990 | Q&A (Distrito 34:Corrupción total [Esp])               | Asistente de Fiscal de Distrito Aloysius Francis Reilly | |
| 1992 | Strangers                                              | Tom                                                     | |
| 1993 | The Temp                                               | Peter Derns                                             | |
| 1993 | The Dark Half                                          | Thad Beaumont / George Stark                            | |
| 1995 | French Kiss                                            | Charlie Lytton                                          | |
| 1995 | The Last Word                                          | Martin Ryan                                             | |
| 1996 | Beautiful Girls                                        | Willie Conway                                           | |
| 1996 | Mr. and Mrs. Loving                                    | Richard Loving                                          | Basada en la historia verdadera de Richard y Mildred Loving, procesados por mestizaje en amar v. Virginia. |
| 1996 | The Substance of Fire (La sustancia del fuego [Esp])   | Martin Geldhart                                         | |
| 1997 | City of Industry                                       | Lee Egan                                                | |
| 1997 | Playing God (Jugando con la muerte [Esp])              | Raymond Blossom                                         | |
| 1999 | The General's Daughter (La hija del general [Esp])     | Cnel. William Kent                                      | |
| 1999 | Deterrence                                             | Marshall Thompson                                       | |
| 2000 | Just One Night                                         | Isaac Alder                                             | |
| 2002 | Sunshine State                                         | Jack Meadows                                            | |
| 2004 | Secret Window (La ventana secreta [Esp])               | Ted Milner                                              | |
| 2004 | Kinsey                                                 | Paul Gebhard                                            | |
| 2005 | Turning Green                                          | Bill the Breaker                                        | |
| 2006 | Last Holiday                                           | Matthew Kragen                                          | |
| 2006 | Stephanie Daley                                        | Paul Crane                                              | |
| 2006 | The Kovak Box (La caja Kovak [Esp])                    | David Norton                                            | |
| 2006 | Heavens Fall (Castigo del Cielo [Esp])                 | Samuel Leibowitz                                        | |
| 2006 | Falling Objects                                        | Oscar Peters                                            | Corto |
| 2006 | Off the Black                                          | Sr. Tibbel                                              | |
| 2006 | The Good Shepherd (El buen pastor [Esp])               | Thomas Wilson                                           | |
| 2007 | The Last Mimzy                                         | David Wilder                                            | |
| 2007 | When a Man Falls in the Forest                         | Gary                                                    | |
| 2008 | The Alphabet Killer                                    | Richard Ledge                                           | |
| 2008 | Reflections                                            | Tom                                                     | |
| 2008 | Lymelife                                               | Charlie Bragg                                           | |
| 2009 | Broken Hill                                            | George McAlpine                                         | |
| 2009 | The Killing Room                                       | Crawford Haines                                         | |
| 2009 | Brief Interviews with Hideous Men                      | Sujeto No.30                                            | |
| 2009 | Multiple Sarcasms                                      | Gabriel                                                 | |
| 2009 | Serious Moonlight                                      | Ian                                                     | |
| 2010 | The Ghost Writer                                       | Sidney Kroll                                            | |
| 2013 | Louder Than Words                                      | Bruce Komiske                                           | |
| 2015 | #Horror                                                | Dr. Michael White                                       | |
| 2017 | All the Money in the World                             | Oswald Hinge                                            | |
| 2018 | Beautiful Boy                                          | Dr. Brown                                               | |
| 2020 | The Glorias                                            | Leo Steinem                                             | |
| TBA  | The Long Home                                          |                                                         | Posproducción                                                                                              |

### Televisión
| Año     | Título                                              | Personaje                        | Notas                                  |
| ------- | --------------------------------------------------- | -------------------------------- | -------------------------------------- |
| 1972    | The Wonderful World of Disney                       |                                  | Episodio: "Dad, Can I Borrow the Car?" |
| 1980    | The Wonderful World of Disney                       | Paul Winters                     | Episodio: "Sultan and the Rock Star"   |
| 1978    | Zuma Beach                                          | Art                              |                                        |
| 1979    | Friendly Fire                                       | John Mullen                      |                                        |
| 1979    | The Best Place to Be                                | Tommy Callahan                   |                                        |
| 1979    | And Baby Makes Six                                  | Jason Cramer                     |                                        |
| 1979    | Young Love, First Love                              | Derek Clayton                    |                                        |
| 1980    | The Oldest Living Graduate                          | Cadete Whopper Turnbill          |                                        |
| 1980    | Father Figure                                       | Jim                              |                                        |
| 1981    | A Long Way Home (Un largo camino a casa [Esp])      | Donald Branch                    |                                        |
| 1991    | Books: Feed Your Head                               | Hombre recitando "Forty Stories" | Episodio: "Forty Stories"              |
| 1993    | Zelda                                               | F. Scott Fitzgerald              |                                        |
| 1996    | Mr. and Mrs. Loving                                 | Richard Loving                   |                                        |
| 1997    | Dead by Midnight                                    | John Larkin / Sam Ellis          |                                        |
| 1997    | Aldrich Ames: The Traitor Within                    | Aldrich Ames                     |                                        |
| 1998    | Vig                                                 | Frankie                          |                                        |
| 2000    | The Golden Spiders: A Nero Wolfe Mystery            | Archie Goodwin                   |                                        |
| 2000    | Deliberate Intent                                   | Rod Smolla                       |                                        |
| 2001    | WW3                                                 | Larry Sullivan                   |                                        |
| 2001–02 | A Nero Wolfe Mystery                                | Archie Goodwin                   | 20 Episodios                           |
| 2004    | 5ive Days to Midnight (Cinco días para morir [Esp]) | J.T. Neumeyer                    | 5 Episodios                            |
| 2006    | Avenger                                             | Frank McBride                    |                                        |
| 2006–07 | Kidnapped                                           | Conrad Cain                      | 13 Episodios                           |
| 2008–12 | Leverage                                            | Nathan Ford                      | 76 Episodios                           |
| 2015    | Public Morals                                       | Sr. O                            | 2 Episodios                            |
| 2015    | American Crime                                      | Russ Skokie                      | 11 Episodios                           |
| 2016    | American Crime                                      | Entrenador Dan Sullivan          | 10 Episodios                           |
| 2017    | American Crime                                      | Nicholas Coates                  | 5 Episodios                            |
| 2018    | Jack Ryan                                           | Nathan Singer                    | 5 Episodios                            |
| 2018    | The Haunting of Hill House                          | Hugh Crain                       | 6 Episodios                            |
| 2018–19 | How To Get Away With Murder                         | Emmett Crawford                  | 12 Episodios                           |
| 2019–20 | Almost Family                                       | Leon Bechley                     | 13 Episodios                           |

## Premios y nominaciones
Premios Óscar
| Año  | Categoría              | Película        | Resultado |
| ---- | ---------------------- | --------------- | --------- |
| 1981 | Mejor actor de reparto | Gente corriente | Ganador   |

| Año                                        | Otorga                                                              | Premio                                                     | Trabajo                    | Resultado |
| ------------------------------------------ | ------------------------------------------------------------------- | ---------------------------------------------------------- | -------------------------- | --------- |
| Golden Globe Award                         | Mejor Actor de soporte – Película                                   | Ordinary People                                            | Ganó                       |           |
| Golden Globe Award                         | Nueva Estrella del Año – Actor                                      | Ordinary People                                            | Ganó                       |           |
| Los Angeles Film Critics Association Award | Mejor Actor de soporte                                              | Ordinary People                                            | Ganó                       |           |
| BAFTA Award                                | Más prometedora nueva estrella para personaje principal de Película | Ordinary People                                            | Nominado                   |           |
| National Society of Film Critics Award     | Mejor Actor de soporte                                              | Ordinary People                                            | Nominado                   |           |
| New York Film Critics Circle Award         | Mejor Actor de soporte                                              | Ordinary People                                            | Nominado                   |           |
| 1981                                       | Golden Globe Award                                                  | Mejor Actor - Película de Drama                            | Taps                       | Nominado  |
| 1981                                       | Golden Globe Award                                                  | Mejor Actor - Miniserie o Película de televisión           | A Long Way Home            | Nominado  |
| 1993                                       | Fantafestival Award                                                 | Mejor Actor                                                | The Dark Half              | Ganó      |
| 1993                                       | Fangoria Chainsaw Award                                             | Mejor Actor                                                | The Dark Half              | Nominado  |
| 1997                                       | Chicago International Children's Film Festival                      | Premio del Jurado de Niños (Por Director)                  | Digging to China           | Ganó      |
| 2009                                       | Saturn Award                                                        | Mejor Actor en Televisión                                  | Leverage                   | Nominado  |
| 2011                                       | Saturn Award                                                        | Mejor Actor en Televisión                                  | Leverage                   | Nominado  |
| 2012                                       | Saturn Award                                                        | Mejor Actor en Televisión                                  | Leverage                   | Nominado  |
| 2013                                       | Saturn Award                                                        | Mejor Actor en Televisión                                  | Leverage                   | Nominado  |
| 2015                                       | Satellite Award                                                     | Mejor Reparto - Serie de Televisión                        | American Crime             | Ganó      |
| 2015                                       | Satellite Award                                                     | Mejor Actor - Serie de televisión de Drama                 | American Crime             | Nominado  |
| 2015                                       | Primetime Emmy Award                                                | Destacado Actor principal en una Serie Limitada o Película | American Crime             | Nominado  |
| 2018                                       | Saturn Award                                                        | Mejor Actor de soporte en una Presentación Streaming       | The Haunting of Hill House | Nominado  |